# Провідність пласта
Провідність пласта (рос. проводимость пласта; англ. reservoir conductivity; нім. Schichtleitvermögen n, Perme-abilitätskapazität f) – у нафто- і газовидобутку – добуток ефективної товщини пласта на коефіцієнт ефективної проникності породи для відповідної рідини.